# Koprivniško-križevska županija
Koprivniško-križevska županija (hrvaško Koprivničko-križevačka županija) je ena izmed 21 županij Hrvaške. Glavno mesto županije je Koprivnica. Po popisu iz 2021 je imela županija 101.221 prebivalcev.

## Upravna delitev
- Mesto Koprivnica (sedež županije)
- Mesto Križevci
- Mesto Đurđevac
- Občina Drnje
- Občina Đelekovec
- Občina Ferdinandovac
- Občina Gola
- Občina Gornja Rijeka
- Občina Hlebine
- Občina Kalinovac
- Občina Kalnik
- Občina Kloštar Podravski
- Občina Koprivnički Bregi
- Občina Koprivnički Ivanec
- Občina Legrad
- Občina Molve
- Občina Novigrad Podravski
- Občina Novo Virje
- Občina Peteranec
- Občina Podravske Sesvete
- Občina Rasinja
- Občina Sokolovac
- Občina Sveti Ivan Žabno
- Občina Sveti Petar Orehovec
- Občina Virje